# The Mystery of Edwin Drood (film 1993)
The Mystery of Edwin Drood è un film del 1993 diretto da Timothy Forder.
Tratto dall'ultimo romanzo di Charles Dickens, che venne pubblicato postumo nel 1870, il film è diretto da Timothy Forder. Venne distribuito nelle sale il 23 aprile 1993.
Dal libro vennero tratte diverse versioni cinematografiche, tra cui una del 1935 di Stuart Walker con Claude Rains. Nel 1960, la tv britannica produsse una serie omonima di 8 episodi di 30 minuti l'uno.

## Versioni cinematografiche e tv
- The Mystery of Edwin Drood di Arthur Gilbert (UK-Gaumont) con Cooper Willis (1909)
- The Mystery of Edwin Drood di Herbert Blaché, Tom Terriss (World FIlm) con Tom Terris (1914)
- Mystery of Edwin Drood di Stuart Walker (Universal) con Claude Rains (1935)
- The Mystery of Edwin Drood mini-serie tv UK (1960)
- The Mystery of Edwin Drood di Timothy Forder (UK-First Standard Media) con Robert Powell (1993)